# Delwa Kassiré Koumakoye
Nouradine Delwa Kassiré Koumakoye (* 31. Dezember 1949 in Bongor) ist ein tschadischer Politiker.
Koumakoye war vom 6. November 1993 bis zum 8. April 1995 Premierminister des Tschad und hatte dieses Amt seit dem 26. Februar 2007 als Nachfolger der verstorbenen Pascal Yoadimnadji bis 16. April 2008 wieder inne. Zwischenzeitlich war er Minister für Raumplanung, Städtebau und Wohnungswesen unter Premierminister Yoadimnadji. Koumakoye ist Vorsitzender der Partei Rassemblement national pour le développement et le progrès; außerdem war er Mitglied des Panafrikanischen Parlaments. 2002 wurde er in die Nationalversammlung gewählt.
Koumakoye kandidierte bei den Präsidentschaftswahlen im Juni 1996 und im Mai 2001 für das Präsidentenamt und verlor mit 2,29 % bzw. 2,36 % der Stimmen gegen Idriss Déby. Auch bei den umstrittenen Präsidentschaftswahlen im Mai 2006, die von der Opposition boykottiert wurden, unterlag Koumakoye mit 15,13 % der Stimmen gegen Déby, belegte aber diesmal den zweiten Platz.